# Ana María Ventura
Ana María Ventura   (Barcelona, 23 de maig de 1923 - Madrid, 22 de juliol de 2021) va ser una actriu de teatre, cinema i televisió catalana. Va estar casada amb l'actor José Luis López Vázquez.

## Teatre
| - Woyzeck (2011), de Georg Büchner. - Doña Rosita la soltera (2004), de Federico García Lorca. - Tío Vania (2002), d'Antón Chéjov. - La enamorada del rey (1988), de Valle-Inclán. - Tirant lo Blanc (1987), de Joanot Martorell. - Luces de bohemia (1984), de Valle-Inclán. - Don Álvaro o la fuerza del sino (1983), del Duque de Rivas - Coronada y el toro (1982), de Francisco Nieva - El pato silvestre (1982), de Henrik Ibsen. - El galán fantasma (1981), de Pedro Calderón de la Barca. - La señora Tártara (1980), de Francisco Nieva. - La carroza de plomo candente (1976) de Francisco Nieva. - La feria de Cuernicabra (1975), de'Alfredo Mañas. - Dulcinea (1972), de Gaston Baty. - Misericordia (1972) de Benito Pérez Galdós - El círculo de tiza caucasiano, de Bertolt Brecht. - Romance de lobos (1970), de Valle-Inclán. - Tres sombreros de copa (1969), de Miguel Mihura. - Así es (si así os parece) (1967), de Luigi Pirandello. - La enamorada del rey (1967), de Valle-Inclán. | - El señor Adrián, el primo (1966), de Carlos Arniches. - El sol en el hormiguero (1966), d'Antonio Gala. - A Electra le sienta bien el luto (1965), d'Eugene Gladstone O'Neill. - Todos eran mis hijos (1963), d'Arthur Miller. - La bella Dorotea (1962), de Miguel Mihura. - Las entretenidas (1962), de Miguel Mihura. - Al final de la cuerda (1962), d'Alfonso Paso. - El cenador (1960), d'Alec Coppel. - Los años del Bachillerato (1960), de José André Lecou. - Crimen contra el reloj (1960), de Frank Launder. - Cosas de papá y mamá (1960), d'Alfonso Paso. - Coartada (1959), de Agatha Christie. - ¡Sublime decisión! (1955), de Miguel Mihura. - Bobosse (1955), d'André Roussin - Don Gil de las calzas verdes (1953), de Tirso de Molina. - Un día de abril (1952), de Doddie Smith. - La condesa de la banda (1950), de Manuel Halcón. - Mamá (1950), de Gregorio Martínez Sierra - Por amor se pierde el juicio (1949), de Pascual Guillén. - Retorcimiento (1948), de Tono. |

## Cinema
| - La vida comença avui (2010) - Cuarteto de La Habana (1999) - Rosa rosae (1993) - El baile del pato (1989) - La casa de Bernarda Alba (1987) - Tata mía (1986) - Manuel y Clemente (1986) - La colmena (1982) - La espada negra (1976) - El triangulito (1970) | - ¿Qué hacemos con los hijos? (1967) - Las viudas (1966) - La becerrada (1963) - Nunca pasa nada (1963) - Accidente 703 (1962) - Siempre es domingo (1961) - 091 Policía al habla (1960) - Un marido de ida y vuelta (1957) - Suspiros de Triana (1955) - Un día perdido (1954) - Malvaloca (1954) |

## Televisió
| - Raquel busca su sitio - Feliz cumpleaños Raquel (14 de febrer de 2000) - Quela, año cero (21 de febrer de 2000) - Vida, muerte, eternidad... etc, etc. (28 de febrer de 2000) - Manos a la obra - Doña Amparo busca amparo (1999) - Quítate tú pa' ponerme yo (1998) - Hermanas - La otra mejilla (1 de gener de 1998) - Estació d'enllaç - Carn crua (21 de gener de 1997) - Pepa y Pepe - Episodi 1.8 (13 de març de 1995) - La mujer de tu vida 2 - La mujer vacía (3 de novembre de 1994) - Farmacia de guardia - Chupi calabaza (1 de juliol de 1993) - Eva y Adán, agencia matrimonial - Tres 'hermanas' para tres hermanos (30 de setembre de 1990) - La forja de un rebelde - Episodi 1.5 (27 d'abril de 1990) - Miguel Servet, la sangre y la ceniza - Tiempos de apocalipsis (1 de març de 1989) | - Lorca, muerte de un poeta - La residencia (5 de desembre de 1987) - Veraneantes (1985) - El jardín de Venus - Pedro Saputo (3 de gener de 1984) - Teatro breve - La familia de la Sole (21 de febrer de 1980) - Con toda felicidad (23 de maig de 1980) - Amor Imposible (20 de novembre 1980) - Este señor de negro - Las apariencias (29 d'octubre 1975) - Silencio, estrenamos (17 d'abril 1974) - Estudio 1 - La bella Dorotea (17 d'octubre 1967) - La ferida lluminosa (9 d'abril 1968) - Misericordia (25 d'abril 1977) - Una mujer sin importancia (6 de juliol 1980) - Hoy es fiesta (20 de març 1981) - El pato silvestre (6 de desembre 1982) - Primera fila - El viaje de Mr. Perrichon (18 de maig 1965) |